# Свобода (област Бургас)
Вижте пояснителната страница за други значения на Свобода.
Свободà е село в Югоизточна България, община Камено, област Бургас.

## География
Село Свобода се намира на около 15 km северозападно от центъра на областния град Бургас и около 1,5 km източно от общинския център град Камено. Разположено е в Бургаската низина, върху равен терен с малък общ наклон на запад, към течащата от север на юг между Камено и Свобода Айтоска река. Климатът е преходноконтинентален с черноморско климатично влияние, почвите в землището са преобладаващо алувиално-ливадни, излужени чернозем-смолници, често засолени. Надморската височина в центъра на селото е около 24 m.
По източния край на село Свобода минава третокласният републикански път III-6008, който на изток от селото прави връзка с първокласния републикански път I-6 (Подбалканския път), а заобикаляйки Свобода от север, води на югозапад до град Камено. Общински път се отклонява от път III-6008 на запад и минава през Свобода към Камено. На около 2 km северно от Свобода минава Автомагистрала Тракия, с която селото има пътна връзка чрез северно общинско отклонение от път III-6008.
Западно край село Свобода минава железопътната линия Пловдив – Бургас, на която има железопътна спирка „Камено“.
На около 2 km южно от селото се намира петролната рафинерия Лукойл Нефтохим Бургас.
Село Свобода е разположено в землището на град Камено.
Населението на село Свобода, наброявало 1619 души при преброяването към 1975 г., намалява бързо до 503 към 1992 г. и наброява 385 (по текущата демографска статистика за населението) към 2020 г.
При преброяването на населението към 1 февруари 2011 г., от обща численост 414 лица, за 211 лица е посочена принадлежност към „българска“ етническа група, за 43 – към „турска“, за 120 – към „ромска“, за 9 – към „други“, за „не се самоопределят“ не са посочени данни, а за 31 е посочено „не отговорили“.

## История
През 1966 г. от квартала в Камено, съществувал до тогава край завода за захар „Свобода", е създадено отделното населено място село Свобода.
Село Свобода дава работници за Нефтохимическия комбинат и за завода за захар. Към 1988 г. в селото има здравна служба, две детски градини, основно училище, културен дом.
Училище в село Свобода е открито през учебната 1963/1964 г. като филиал на основното училище в Камено. За училищна сграда е приспособена една работническа барака с четири стаи. Обучението е до ІV клас и се извършва на две смени. През учебната 1964/1965 г. училището е вече самостоятелно начално училище, като към него е открита и предучилищна детска градина. От учебната 1967/1968 г. училището става основно. Построена е нова училищна сграда, открита на 26 декември 1967 г. Поради недостатъчен брой ученици, от 1 септември 2009 г. училището в село Свобода е закрито.

## Население

### Етнически състав
Преброяване на населението през 2011 г.
Численост и дял на етническите групи според преброяването на населението през 2011 г.:
|                     | Численост |
| Общо                | 414       |
| Българи             | 211       |
| Турци               | 43        |
| Цигани              | 120       |
| Други               | 9         |
| Не се самоопределят | -         |
| Неотговорили        | 31        |